# Carnikava
Carnikava (deutsch: Zarnikau, Koivemund) ist ein Ort in Lettland mit 5.640 Einwohnern (Stand 2. Februar 2006). Der Ort ist 25 km nördlich von Riga nahe der Via Baltica (Europastraße 67) am Rigaer Meerbusen gelegen. Nördlich des Hauptortes mündet der Fluss Gauja (deutsch: Livländische Aa, estnisch: Koiva) in die Ostsee. Auf dem Gemeindegebiet befinden sich zahlreiche Seen, unter anderem der für den Tourismus gut erschlossene Dzirnezers.
Die Station Carnikava liegt an der Bahnstrecke Zemitāni–Skulte.

## Geschichte
Carnikava wird erstmals für das Jahr 1211 in der Livländischen Chronik des Heinrich von Lettland als Sammelplatz livischer Heerscharen (Livisch: Sarnikau) erwähnt. In der Folgezeit erlangte Carnikava Bedeutung als Station auf dem alten Handelsweg zwischen Pernau (Estnisch: Pärnu) und Riga. Im 19. Jahrhundert wurde Carnikava zu einem noch heute bedeutenden Zentrum der Lachs- und Neunaugenfischerei.
1992 wurde Carnikava, vorher zur Region Ādaži gehörig, selbstständig. Am 21. März 2006 erfolgte die Gründung des Bezirks Carnikava (lettisch: Carnikavas novads), dessen Zentrum der gleichnamige Hauptort war und der 2021 im neuen Bezirk Ādaži aufging.
Die Gemeinde umfasst seit dem 21. März 2006 sieben Ortschaften: Carnikava, Kalngale, Garciems, Garupe, Gauja und Lilaste. Das Gebiet besteht abseits der Orte aus 60 % Wald, 24 % landwirtschaftlicher Nutzfläche und 6 % Wasserflächen. Sehenswert ist der Naturpark Piejūra, der das waldreiche Küstengebiet umfasst. Im Sommer spielt das Gebiet eine wichtige Rolle als Naherholungszentrum und Ferienregion für die Stadtbevölkerung Rigas.

## Kultur
Die Gemeinde Carnikava verleiht in Zusammenarbeit mit dem Ojārs-Vācietis-Museum in jedem Herbst den Ojārs-Vācietis-Literaturpreis.

## Berühmte Söhne und Töchter des Ortes
- Friedrich Mein, Pfarrer und erster Verfasser eines Volkslieds in lettischer Sprache
- Christian Heinrich Pander (1794–1865), Embryologe, Zoologe und Paläontologe